# Westwell (Kent)
Westwell is een civil parish in het bestuurlijke gebied Ashford, in het Engelse graafschap Kent met 703 inwoners.